# Dowód rzeczowy nr 3
Dowód rzeczowy nr 3 – szósty studyjny album polskiego rapera Piha. Jest kontynuacją albumów Dowód rzeczowy nr 1 oraz Dowód rzeczowy nr 2. Wydawnictwo ukazało się 28 czerwca 2013 roku nakładem wytwórni Step Records. Za produkcję muzyczną odpowiadają Puzzel, RX, White House, DNA, Matheo, Pawbeats, David Gutjar, DJ Creon oraz NNFOF. Gościnnie występują zespół JWP, Miuosh, Sokół, Lukasyno, WSRH i piosenkarka Siloe. Album był promowany teledyskami do utworów „Tak mało czasu”, „Imadło (4 ściany)”, „Pod wodą krzyk”, „Ta noc” i „Zwykły człowiek”.
Nagrania dotarły do 2. miejsca listy OLiS i uzyskały certyfikat złotej płyty.

## Lista utworów
Opracowano na podstawie materiału źródłowego.
1. „Dom gry” (prod. Puzzel) 4:03
2. „Nic o nas bez nas” (prod. RX) 4:29
3. „TNT” (prod. White House) 3:55
4. „Schodowa klatka” (prod. DNA) 4:20
5. „Serce nie mięknie” (prod. Matheo) 3:47
6. „Tak mało czasu” (prod. Pawbeats) 3:22
7. „Ta noc” (gośc. Siloe; prod. David Gutjar) 4:35
8. „(Ulicami) Pandemonium” (prod. Pawbeats) 4:40
9. „Dubler” (prod. Pawbeats) 4:03
10. „Zwykły człowiek” (gośc. Dj Hardcut; prod. DJ Creon, scratch: DJ Soina) 4:15
11. „Bez złudzeń” (gosc. Sokół, Lukasyno; prod. DNA) 4:45
12. „Łzy” (prod. DNA) 4:06
13. „Pod wodą krzyk” (prod. Pawbeats & DNA) 4:00
14. „Czaszki i piszczele” (gośc. JWP; prod. NNFOF) 4:21
15. „Excelsior I” (gośc. WSRH, Miuosh, Dj Soina; prod. White House, scratch: DJ Soina) 4:52
16. „Imadło (4 ściany)” (prod. White House) 4:10